# Roșieni (okręg Dolj)
Roșieni – wieś w Rumunii, w okręgu Dolj, w gminie Breasta. W 2011 roku liczyła 214 mieszkańców.